# Alice Coote
Alice Coote, née à Frodsham le 10 mai 1968, est une mezzo-soprano lyrique britannique connue pour ses rôles dans un large répertoire d'opéras mais également pour ses récitals et ses concerts.

## Carrière
Après des études musicales à la Guildhall School of Music and Drama (GSMD) de Londres -dont elle a n'a pas achevé le cursus- puis, au Royal Northern College of Music de Manchester et au National Opera Studio en 1996, Alice Coote appartient au programme de la  BBC Radio 3 "New Generation Artists", une aide de la radio classique britannique aux jeunes artistes qui lui permet, entre 2000 et 2003, de se produire sur scène, le plus souvent dans des rôles travestis d'hommes et en récital avec le pianiste Julius Drake.
Elle connait ses premiers succès en 2000, en chantant à quelques semaines d'intervalle, le rôle de Ruggiero dans Alcina au festival d'Edimbourg puis celui de   Poppea dans L'incoronazione di Poppea à l'ENO, passant  "d'un homme fougueux à une femme très sexy et manipulatrice : cela a montré que j'étais polyvalente", raconte-t-elle dans un entretien au Guardian.
Après un Carmen à l'ENO et un Orlando au ROH en 2003 à Londres, Alice Coote s'illustre dans un vaste répertoire et se produit sur de nombreuses scènes prestigieuses dans le monde. Ainsi est-elle un Sesto remarqué dans le Giulio Cesare sous la direction de Christophe Rousset au Théâtre des Champs Elysées en 2006 puis dans la production du Metropolitan Opera en 2013 
Alice Coote a beaucoup chanté Haendel, notamment Ruggiero dans Alcina, le rôle-titre dans Ariodante  ainsi que dans Agrippina et Mozart notamment Idamante dans Idomeneo, rôle qu'elle reprend en 2017 au Metropolitan Opéra.
En 2009, elle interprète le rôle de Maffio Orsini dans Lucrezia Borgia de Donizetti à l'Opéra d'État de Bavière. Elle se produit également en 2011 dans le rôle du Prince Charmant dans Cendrillon de Massenet au Royal Opera House puis au MET. Dans le répertoire français elle chante également Leonor de la Favorite, notamment au Théâtre des Champs Elysées en 2013.
Dans les œuvres de Richard Strauss, elle aborde à plusieurs reprises le rôle masculin d'Octavian dans le Chevalier à la Rose, comme en 2014 à l'Opéra de Munich, puis celui du compositeur dans Ariadne auf Naxos toujours à Munich et toujours sous la direction de Kiril Petrenko.
Elle sera également du nouvel opéra composé par Thomas Adès à partir du film de Luis Bunuel, l'Ange Exterminateur, commande du festival de Salzbourg et joué au Metropolitan Opera en 2019.
En janvier prochain, elle incarnera à nouveau, cette fois au Metropolitan Opera, le rôle de Mère-Marie dans le Dialogue des Carmélites,  qu'elle a chanté à l'Opéra de Zurich en février 2023, donnant à cette occasion une interview sur sa carrière.
Elle n'abandonne pas pour autant le récital de Lieder avec son accompagnateur Julius Drake. Ils viennent de sortir ensemble un CD consacré à Schubert, "21 songs".

## Discographie
- Haendel : Alcina / Naglestad, Coote, Hacker, DVD
- Haendel : The Choice Of Hercules / King, Gritton, Blaze
- Humperdinck : Hansel und Gretel / Jurowski, Schafer, Held, Plowright, MET DVD
- Monteverdi : L'incoronazione di Poppea / Haim, De Niese, Coote
- Mahler-Schubert : Lieder EMI